# Río Anzur
El río Anzur es un afluente del río Genil que transcurre en todo su curso por la provincia de Córdoba (España) atravesando las comarcas de la Subbética y de la Campiña Sur. 

## Curso
Nace en Rute en los límites del parque natural de las Sierras Subbéticas, concretamente en el paraje llamado Molino del Nacimiento, cerca de la aldea de Zambra, en la sierra de Gaena, aunque recibe también aportes de algunos arroyos que bajan desde las sierras. Atraviesa los municipios de Rute y Lucena hasta su desembocadura en el embalse de Cordobilla, donde se une con el río Lucena. 

## Patrimonio
Junto a la localidad de Zambra se encuentran las ruinas del molino de las Tablas, vestigio de los muchos molinos para moler trigo que existieron en las riberas este río. Según el Diccionario Geográfico de Pascual Madoz, de mediados del siglo XIX, solamente en Zambra existían 18 molinos harineros. Sin embargo, casi todos prácticamente han desaparecido, probablemente a causa de las riadas.